# Simon Gaudenz

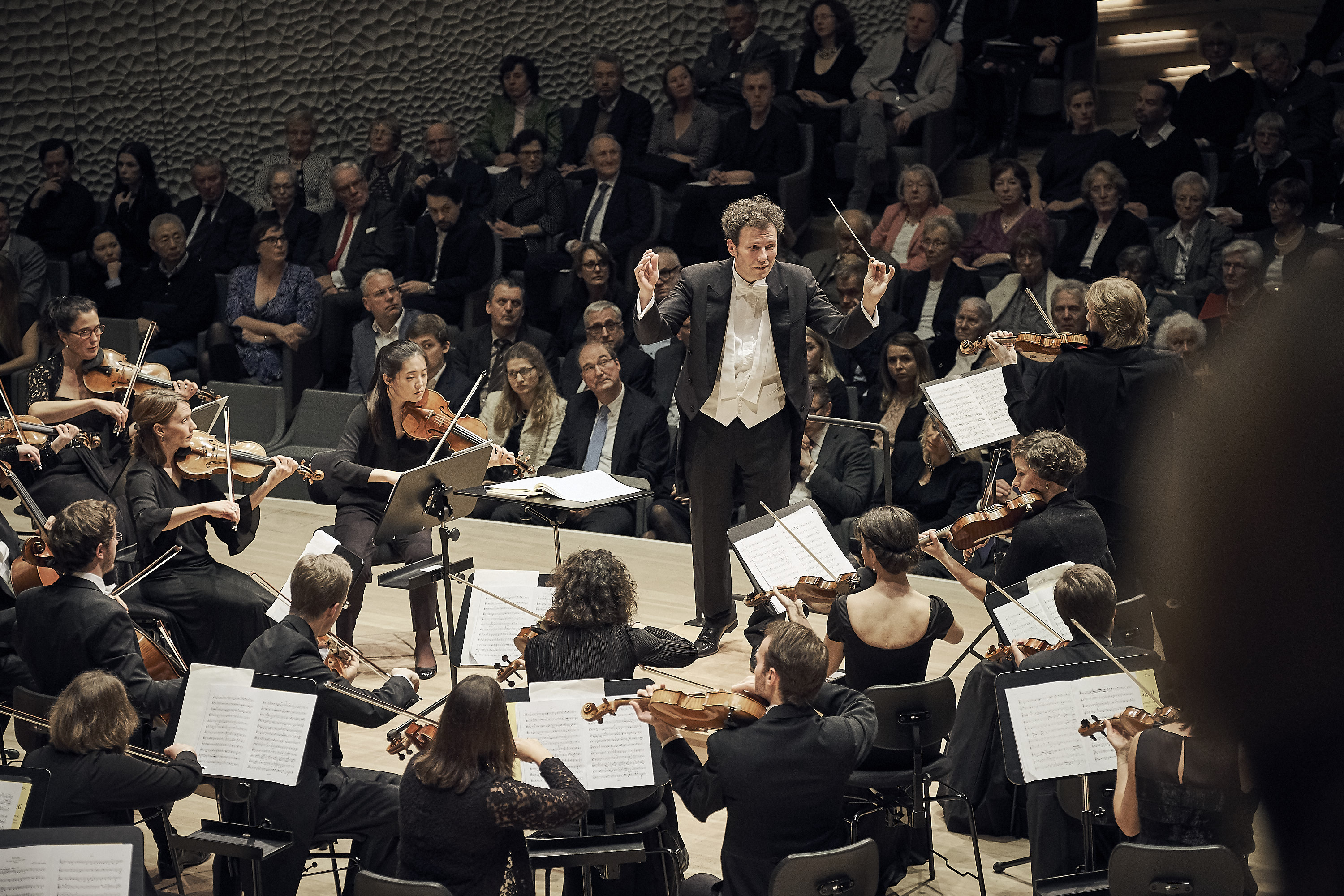
Simon Gaudenz 2017 mit der Hamburger Camerata in der Elbphilharmonie.

Simon Gaudenz (* 14. September 1974 in Basel, Schweiz; bürgerlich Simon Gaudenz Hunziker) ist ein Schweizer Dirigent.

## Leben
Simon Gaudenz erhielt seinen ersten Klavierunterricht durch seine Grossmutter. Er studierte Klarinette an der Musikhochschule in Luzern bei Antony Morf und an der Universität für Musik und darstellende Kunst Graz bei Béla Kovács. Begleitende Studien der Komposition bei Peter Benary und Dieter Ammann. Er schloss seine Ausbildung mit dem Solistendiplom ab.
Es folgte ein Dirigierstudium an der Hochschule für Musik Freiburg bei Scott Sandmeier und am Mozarteum Salzburg bei Dennis Russell Davies.
Bereits während seiner Ausbildung wurde er 2004 zum Chefdirigenten und Künstlerischen Leiter des Collegium Musicum Basel ernannt und wirkte in dieser Funktion bis 2011. Von 2010 bis 2013 war er ausserdem Erster Gastdirigent des Odense Symphony Orchestra.
Seit 2012 ist Simon Gaudenz Chefdirigent der Hamburger Camerata. Seit der Spielzeit 2018/19 steht er zudem als Generalmusikdirektor bei der Jenaer Philharmonie am Pult, er hat einen Vertrag bis zum Ende der Spielzeit 2028/29.
Als Gastdirigent dirigierte er zahlreiche Orchester, darunter das Symphonieorchester des Bayerischen Rundfunks, das Orchestre National de France, das Tonhalle-Orchester Zürich, das Deutsche Symphonie-Orchester Berlin, das Orchestre National de Lyon, das Orchestre Philharmonique de Monte-Carlo, das Orchestre Philharmonique du Luxembourg, das Orchestre Philharmonique de Strasbourg, das Konzerthausorchester Berlin, die Russische National-Philharmonie, das Orchester Musikkollegium Winterthur, das State Hermitage Symphony Orchestra St. Petersburg, die Düsseldorfer Symphoniker, die Bremer Philharmoniker, die Württembergische Philharmonie, das Philharmonische Staatsorchester Mainz, die Nürnberger Philharmoniker, das Beethoven Orchester Bonn, das Tiroler Symphonieorchester Innsbruck und die Stuttgarter Philharmoniker.
Simon Gaudenz gab sein Debüt als Operndirigent 2003 in Freiburg mit Arthur Honeggers Les Aventures du Roi Pausole, 2004 folgten Strauss’ Eine Nacht in Venedig an der Fricktaler Bühne und zwei Jahre später Verdis La traviata am Theater Altenburg Gera.
Auftritte bei verschiedenen Festivals wie die Berliner Festspiele, der Europäische Musikmonat 2001, das Euroklassik Festival und das Festival de Gensac/Bordeaux, ausserdem zahlreiche Aufnahmen unter anderem für den Bayerischen Rundfunk, den Westdeutschen Rundfunk, Radio France, Radio Suisse Romande und Schweizer Radio DRS.
Seit 2004 ist er verheiratet mit Karin Löffler-Hunziker (* 1980), Geigerin im Symphonieorchester des Bayerischen Rundfunks München.

## Auszeichnungen
| 1999    | Auszeichnung »Beitrag an das künstlerische Schaffen« des Aargauer Kuratoriums                      |
| ab 2004 | Förderung durch das Forum Dirigieren des Deutschen Musikrats                                       |
| 2004    | Stipendium von David Zinman und Einladung ans Aspen Music Festival                                 |
| 2005    | Stipendium der Akademie Musiktheater heute der Deutschen Bank Stiftung                             |
| 2006    | erster Preis beim International Conducting Competition Gennadi Roschdestwenski in Sofia            |
| 2006    | erneut Auszeichnung »Beitrag an das künstlerische Schaffen« des Aargauer Kuratoriums               |
| 2009    | Gewinn des Deutschen Dirigentenpreises, der europaweit höchstdotierten Auszeichnung für Dirigenten |
| 2009    | dritte Auszeichnung »Beitrag an das künstlerische Schaffen« des Aargauer Kuratoriums               |

## Diskographie (Auswahl)
- Dvorak Cello Concerto (mit Sebastian Klinger, Cello, Deutsche Radio Philharmonie Saarbrücken Kaiserslautern, OehmsClassics, 2015)
- Schumann The Symphonies (mit Odense Symphony Orchestra, classic production osnabrück, 2015)
- Mozart Piano Concerto No. 24 (mit Lorenzo Soulès, Klavier, Orchestre de Chambre de Genève, Nascor, 2014)
- Mozart Piano Concertos Nos. 11 + 20 + 21 (mit Vassily Primakov, Klavier, Odense Symphony Orchestra, Bridge Records, 2011)
- Elgar Cello Concerto (mit Istvan Vardai, Cello, Orchestre de Chambre de Genève, Ysaie Records, 2009)

## Verweise
1. ↑  Collegium Musicum Basel – Geschichte
2. ↑  Principal Guest Conductor beim Odense Symphony Orchestra
3. ↑  Christoph Forsthoff: Neuer Chefdirigent hegt brave Visionen. In: Die Welt. 17. April 2012.
4. ↑  Simon Gaudenz wird GMD in Jena. In: Schweizer Musikzeitung. 2. Juni 2017.
5. ↑  Simon Gaudenz bis 2029 Generalmusikdirektor der Jenaer Philharmonie – www.jenaer-philharmonie.de. Abgerufen am 20. November 2024.